# 白玉老虎
《白玉老虎》為古龍晚期作品，1976年南琪出版。風雲年代出版時列為江湖人系列，然無關聯。另外1985年9月萬盛出版的《白玉雕龍》，稱古龍寫了開頭，申碎梅接續代筆，並為《白玉老虎》的續集，然據考證後，古龍可能僅授權掛名，並無親筆，所以《白玉雕龍》為偽作。
另外本書是古龍所有作品中，對唐門（唐家堡）敘述最詳細者。

## 故事大綱
大風堂趙簡趙二爺的公子趙無忌大婚之日，卻遭遇了父親趙簡慘死的悲劇。大風堂的仇敵正是專事研製奇門暗器的蜀中唐門，趙無忌尋找著殺父仇敵留下的蛛絲馬跡，發現一切證據都指向大風堂三大爺上官刃，而後者，已帶著趙簡的人頭，投奔了唐門。趙無忌也由此踏上了復仇之路。

## 主要人物
- 趙無忌：大風堂的趙簡趙二爺的公子。
- 衛鳳娘：趙無忌的未婚妻。
- 連一蓮：喜歡趙無忌。

## 次要人物
- 司空曉風：大風堂的三巨頭之一，脾氣最溫和，是江湖中有名的“智者”。
- 上官刃：大風堂的三巨頭之一，終日難得說一句話的“鐵劍金人”。
- 趙千千：趙無忌之妹。
- 曲平：喜歡趙千千。
- 柳三更：“奪命更夫”。
- 軒轅一光：逢賭必輸，找人的本事卻是天下第一！
- 地藏：劍法高超的異人。
- 小雷：地藏的徒弟。
- 唐玉：唐家兄弟的老么。
- 唐缺：唐家兄弟的大倌。

## 小說目錄
1. 黃道吉日
2. 兇手
3. 賭
4. 活埋
5. 辣椒巷
6. 步步殺機
7. 虎山行
8. 虎穴
9. 虎子

## 改編成電台電視電影廣播劇
- 1976年，《虎膽》（本無電視版權，應該是經過古龍同意而進行拍攝）：台灣中華電視公司絕版電視劇，古龍挂名導演組、編劇組，衛子雲、陳秋燕、葉淑雯主演。
- 1977年，《白玉老虎》：邵氏兄弟電影，由楚原導演，古龍編劇，狄龍、蕭瑤主演。
- 1982年，《琥珀青龍》（沒有獲得古龍授權）：麗的電視劇集，由姜大衛、陳秀雯、伍衛國主演。